# Karlo II. Napuljski
Karlo II. Hromi (francuski: Charles le Boiteux; talijanski: Carlo lo Zoppo) vladao je Napuljskim Kraljevstvom. Kralj Karlo bio je i provansalski grof, grof Mainea te albanski kralj.
Karlo je rođen 1254. godine. Karlov je otac bio Karlo I. Anžuvinac, a majka Beatricija Provansalska. Karlo II. trebao je biti nasljednik svih očevih feuda (Provansa, Forcalquier, Maine i Anjou). Karlo I. proglasio se albanskim kraljem.

## Brak
Godine 1270. Karlo se oženio Marijom Arpadović. Marija je bila kći Stjepana V. i Elizabete Kumanke. Marijina i Karlova djeca:
- Karlo Martel Anžuvinac

Naslovni vladar kao ugarski kralj
- Margareta

Udala se za Karla, grofa Valoisa te je bila majka grofice Bara.
- sveti Luj Tuluški
- Robert Mudri, kralj Napulja
- Filip I. Tarantski
- Blanka Anžuvinska
- Rajmund Berengar, provansalski grof i grof Andrije
- Ivan
- Tristan
- Eleonora Anžuvinska
- Marija Napuljska
- Ivan, vojvoda Drača
- Beatricija